# Heinrich von Sax

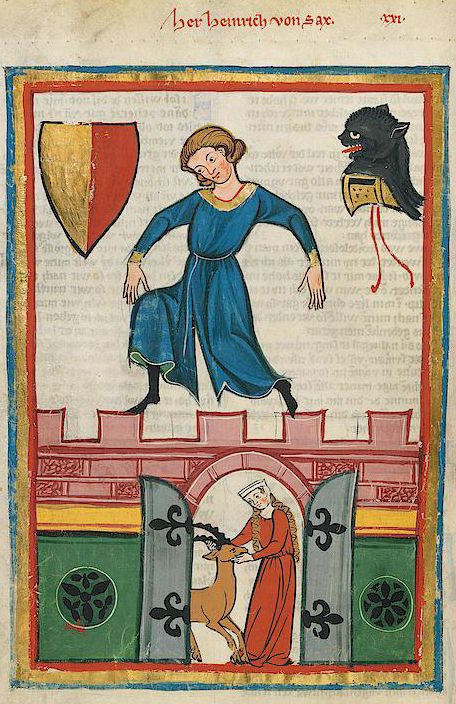
Heinrich von Sachs im Codex Manesse

Heinrich von Sax (* um 1194; † nach 1236) war Mitglied einer Freiherrenfamilie und hat auch als Minnesänger im Raum der heutigen Südostschweiz gewirkt.

## Leben und historische Einordnung
Heinrich von Sax ist vermutlich identisch mit dem Heinrich II. von Sax, Sohn des Albert. Heinrich II. von Sax war Vogt der Klöster Disentis und Pfäfers und verheiratet mit der Erbtochter des Manfred von (Mesocco-)Crimei und der Schwester Alcherio da Torres. Heinrichs Bruder Ulrich war Abt des Klosters St. Gallen und diese Konstellation verhalf der Familie zu grossem Einfluss. Es wird vermutet, dass Heinrich II in der Eigenkirche Sax seine letzte Ruhe fand.
Die Familie Sax oder Hohensax waren ursprünglich schwäbische Edelfreie und Unterstützer der Staufer, speziell von Heinrich VI und Friedrich II. Erst durch Heinrich II. verband sich die Familie eng mit Churrätien und gehörte als Freiherren zum rätischen Adel. Sitz war vermutlich die Burg Hohensax bei Sennwald. Dass Heinrich II. die Burg Clanx im Appenzellerland besass, ist offenbar nicht richtig und wird auf gefälschte Dokumente zurückgeführt.
Ein Nachfahre von Heinrich, Johann Philipp von Hohensax (1550–1596) war einer der vielen Besitzer des Heidelberger Manuskripts, welches über Jahrhunderte den Weg von Zürich nach Heidelberg fand.

## Dichtung und Werk
Heinrich hinterliess kein grosses Werk und hatte offenbar auch als Minnesänger keinen herausragenden Ruf. Dies lässt sich aus dem Beschrieb der Familiengeschichte schliessen, welche sehr umfangreich und detailliert ist, jedoch absolut keine Anhaltspunkte zum Minnesang liefert. Es könnte jedoch auch sein, dass es sich bei dem vorliegenden Minnesänger Heinrich von Sax nicht um ein Mitglied der gleichnamigen Familie gehandelt hat, denn Heinrich gehört nicht in die Liste der zweifelsfrei zuordenbaren Minnesänger.

## Überlieferung
Von Heinrich sind lediglich 5 Werke in der Manessischen Liederhandschrift überliefert und in Die Schweizer Minnesänger gelistet.